# Coco Lee
Coco Lee (кит. 李玟, 17 января 1975, Британский Гонконг — 5 июля 2023, Южный округ Гонконга, Гонконг) — гонконгская певица, актриса и танцовщица.

## Карьера
Её карьера началась в Гонконге, потом она стала известна на Тайване и на международном уровне. Ли выпустила 18 студийных альбомов, два концертных альбома и пять сборников, включая её первый англоязычный альбом Just No Other Way. 
Её сингл «Do You Want My Love» привлёк международное внимание, войдя в топ-50 американского танцевального чарта Billboard и Australian Singles Chart. Ли исполнила песню «A Love Before Time» из фильма «Крадущийся тигр, затаившийся дракон» на 73-й церемонии вручения премии «Оскар», став первой американской женщиной китайского происхождения, выступившей на церемонии вручения премии «Оскар». Ли также была первым китайским амбассадором бренда Chanel.

## Благотворительность
Ли принимала активное участие в работе ЮНИСЕФ в качестве молодёжного посла, пропагандируя права детей и их благополучие. Она поддержала фонд Make-A-Wish Foundation, который исполняет желания детей с тяжёлыми заболеваниями. Она также была послом Организации за мир во всём мире в Китае, розовым послом Фонда по борьбе с раком на первом показе мод для людей, переживших рак груди, в Гонконге в 2016 году и послом молодёжи по борьбе со СПИДом на всемирной конференции по СПИДу в Бангкоке, Таиланд, в 2004 году. Будучи послом молодёжи по борьбе со СПИДом, она посетила конференцию в качестве представителя азиатских деятелей искусств, чтобы встретиться с различными молодёжными группами и обсудить, что она может сделать для их просвещения по вопросам СПИДа.

## Проблемы со здоровьем и смерть
Coco Lee родилась с дефектом левой ноги. В возрасте двух лет ей сделали операцию, которая не решила проблему, и большую часть жизни ей пришлось полагаться на правую ногу. 8 марта 2023 года она рассказала своим поклонникам в социальных сетях, что перенесла операцию на тазу и бедре в Гонконге после травмы ноги во время репетиции танца в октябре 2022 года. Она поделилась видеороликами о том, как она заново учится ходить с помощью ходунков и медсестры.
2 июля 2023 года Ли предприняла попытку самоубийства и была доставлена в больницу Королевы Марии в бессознательном состоянии. Она скончалась в больнице три дня спустя, 5 июля 2023 года, в возрасте 48 лет. Её сестра Нэнси сообщила, что её похороны будут отложены как минимум до августа, в ожидании результатов вскрытия. 